# ベルンハルト・フォン・ザクセン＝ヴァイマル
ベルンハルト・フォン・ザクセン＝ヴァイマル（Bernhard von Sachsen-Weimar, 1604年8月16日 - 1639年7月18日）は、ドイツの将軍、傭兵隊長。三十年戦争で活躍した。

## 生涯
1604年、ザクセン＝ヴァイマル公ヨハン2世と妃でアンハルト侯ヨアヒム・エルンストの娘ドロテア・マリアの第11子として生まれた。誕生の翌年に父が亡くなり、13歳の時に母も死去、ベルンハルトはフリードリヒ・フォン・コスポスに育てられ、やがてイェーナ大学に入学した。しかし在学生活は短く、その後間もなくザクセン選帝侯のもとで騎士としての修行を始めた。
三十年戦争が始まると、彼は傭兵としてプロテスタント陣営に雇われ、1622年にはマンスフェルト伯のもとでヴィースロッホの戦いに、バーデン＝ドゥルラハ辺境伯ゲオルク・フリードリヒのもとでヴィンプフェンの戦いに従軍し、1623年には兄ヴィルヘルム4世のもとでシュッタトローンの戦いに従軍した。デンマーク・ノルウェー王クリスチャン4世が三十年戦争に参戦するとデンマーク軍に従い、1629年のオランダのスヘルトーヘンボスの包囲に参加した。
1630年、スウェーデン王グスタフ2世アドルフが三十年戦争に参戦するとベルンハルトは直ちにスウェーデン軍に参加、1631年のブライテンフェルトの戦いの後、傭兵からなる近衛騎兵連隊の指揮官に任じられた。グスタフ2世アドルフがオーデル川周辺の制圧を開始するとマンハイムを占領、モーゼルからチロルにいたる領域を騎行した。1632年に防衛のためライン川流域に残され、リュッツェンの戦いでは呼び戻され左翼の指揮を執った。戦いの最中にグスタフ2世アドルフは戦死、指揮官不在の状態でベルンハルトはスウェーデンの宰相アクセル・オクセンシェルナの補佐を受けて指揮権を掌握し、皇帝軍を撤退に追い込んだ。
グスタフ2世アドルフの死後、スウェーデン軍の新司令官にはグスタフ・ホルンが就任したが、慎重な人物だったため、積極的なベルンハルトは何度か衝突を繰り返した。また、1634年5月18日にハイルブロン同盟が結成されると、フランスの宰相リシュリューの意向によって同盟の指揮官に任命された。この頃からベルンハルトはスウェーデンを不快視し始め、フランスと結びついて野心を抱くようにもなった。
9月6日、ネルトリンゲンの戦いで皇帝軍と戦ったが、ホルンとの対立が一因となり敗北、この戦いで壊滅的な損害を被ったスウェーデンは一挙に勢力を減退させた。ベルンハルトは翌1635年5月30日には皇帝派と和解、プラハ条約を最初に結んでいる。当初ベルンハルトは皇帝による平和が「ドイツの自由」を確立できると目論んでいた。しかしフランスの参戦により再び反ハプスブルク派へ寝返り、プラハ条約は夢幻の如く潰え去った。
1635年からベルンハルトはアルザスの獲得を狙ってフランス軍と契約した。この時点でハイルブロン同盟の指揮官でもあり、フランス軍の指揮官でもあったため一種の二重契約であったが、ベルンハルトはフランス・スウェーデン戦争において、多くの場合でフランス軍を重視した。1638年に彼は目覚しい軍事的成功を収め、ラインフェルデン、フライブルクで勝利、12月17日にフランスの将軍テュレンヌと共にブライザハを陥落させたが、征服した土地を自らの領地としたいと願うようになり、特にブライザハの領有を巡りリシュリューと対立した。翌1639年にフランスにラインフェルデン・ブライザハなどの譲渡をフランスに要求したため、最後は君主の座を狙っていたとも言われている。
しかし、ベルンハルトは高熱に冒されていた上7月に入って急激に悪化、7月18日に死亡した。死後、残された軍隊はフランスと契約してフランス軍に従軍、ブライザハはフランスが獲得した。